# Gmina Miłkowice
Die Gmina Miłkowice ist eine Landgemeinde im Powiat Legnicki der Woiwodschaft Niederschlesien in Polen. Ihr Sitz ist das gleichnamige Dorf (deutsch Arnsdorf) mit etwa 2000 Einwohnern.

## Gliederung
Die Landgemeinde Miłkowice hat 14 Dörfer (deutsche Namen bis 1945) mit einem Schulzenamt: 
| - Bobrów (Boberau) - Głuchowice (Thiergarten) - Gniewomirowice (Fellendorf) - Goślinów (Gassendorf) - Grzymalin (Nieder-Langenwaldau, 1938–1945 Langenwaldau) - Jakuszów (Jacobsdorf) - Jezierzany (Seedorf) | - Kochlice (Kuchelberg) - Miłkowice (Arnsdorf) - Pątnówek (Pansdorf) - Rzeszotary-Dobrzejów (Rüstern-Hummel) - Siedliska (Siegendorf) - Studnica (Steudnitz) - Ulesie-Lipce (Waldau-Lindenbusch) |

## Persönlichkeiten
- Hannelore Kirchhof-Born, geborene Kirchhof (* 1939 in Arnsdorf; † 2021 in Eberswalde), Malerin